# Agnès Raharolahy
Agnès Raharolahy (* 7. November 1992 in Alençon) ist eine französische Leichtathletin, die im Sprint und Mittelstreckenlauf an den Start geht. Ihre größten Erfolge erzielte sie mit der französischen 4-mal-400-Meter-Staffel.

## Sportliche Laufbahn
Sie war zuerst Turnerin, bevor sie durch einen Zufall über ihren Bruder den Weg in die Leichtathletik fand. Erstmals machte sie auf sich aufmerksam, als sie beim Europäischen Olympischen Jugendfestival (EYOF) 2009 in Tampere mit 25,48 s in der ersten Runde im 200-Meter-Lauf ausschied und mit der französischen 4-mal-100-Meter-Staffel mit 48,06 s den Finaleinzug verpasste. 2011 schied sie bei den Junioreneuropameisterschaften in Tallinn über 400 Meter mit 54,13 s in der ersten Runde aus und belegte mit der französischen 4-mal-400-Meter-Staffel in 3:37,57 min den fünften Platz. 2013 gewann sie bei den Mittelmeerspielen in Mersin in 52,90 s die Bronzemedaille im 400-Meter-Lauf hinter den Italienerinnen Chiara Bazzoni und Maria Benedicta Chigbolu. Anschließend schied sie bei den U23-Europameisterschaften in Tampere mit 53,67 s in der Vorrunde über 400 Meter aus und gewann im Staffelbewerb in 3:30,64 min die Bronzemedaille hinter den Teams aus Polen und Rumänien. 2014 wurde sie mit Marie Gayot, Lénora Guion-Firmin und Floria Gueï in 3:25,84 min Vierte bei den IAAF World Relays in Nassau. Ihr erster Titelgewinn bei einem internationalen Großereignis gelang Agnès Raharolahy schließlich bei den Europameisterschaften in Zürich, als sie in 3:24,27 min gemeinsam mit Muriel Hurtis, Marie Gayot und Floria Gueï Europameisterin werden konnte.
Auch bei den Halleneuropameisterschaften 2015 in Prag konnte Raharolahy mit der französischen Staffel mit Floria Gueï, Elea Mariama Diarra und Marie Gayot in 3:31,61 min die Goldmedaille gewinnen. Anschließend verhalf sie der Staffel bei den IAAF World Relays zum Finaleinzug. Bei den Weltmeisterschaften in Peking kam sie mit der Staffel mit Estelle Perrossier, Marie Gayot und Floria Gueï mit 3:26,45 min im Finale auf den siebten Platz. Im Jahr darauf kam sie bei den Europameisterschaften in Amsterdam in der Staffel im Vorlauf zum Einsatz und verhalf dem Team zum Finaleinzug und trug damit zum Gewinn der Silbermedaille bei. 2017 schied sie bei den Halleneuropameisterschaften in Belgrad mit 53,57 s im Halbfinale über 400 Meter aus und belegte mit der Staffel in 3:33,61 min den fünften Platz. Bei den IAAF World Relays auf den Bahamas wurde sie in 3:35,03 min Achte in der 4-mal-400-Meter-Staffel und im August gelangte sie bei den Weltmeisterschaften in London mit 3:26,56 min im Finale auf Rang vier. Im Jahr darauf gewann sie bei den Mittelmeerspielen in Tarragona in 3:29,76 min die Silbermedaille mit der Staffel hinter dem italienischen Team und anschließend gewann sie bei den Europameisterschaften in Berlin in 3:27,17 min gemeinsam mit Elea Mariama Diarra, Déborah Sananes und Floria Gueï die Silbermedaille hinter dem polnischen Team.
2019 schied sie bei den Halleneuropameisterschaften in Glasgow mit 53,43 s im Halbfinale über 400 Meter aus und belegte mit der 4-mal-400-Meter-Staffel in 3:32,12 min den vierten Platz. Bei den IAAF World Relays in Yokohama verpasste sie mit 3:29,89 min den Finaleinzug und im Oktober schied sie bei den Weltmeisterschaften in Doha mit 3:29,66 min im Vorlauf aus und verpasste auch in der Mixed-Staffel mit 3:17,17 min den Finaleinzug. 2022 startete sie im 800-Meter-Lauf bei den Europameisterschaften in München und kam dort mit 2:07,02 min nicht über die erste Runde hinaus. Im Jahr darauf gewann sie bei den Halleneuropameisterschaften in Istanbul in 2:00,85 min die Bronzemedaille hinter der Britin Keely Hodgkinson und Anita Horvat aus Slowenien. Im August schied sie bei den Weltmeisterschaften in Budapest mit 2:01,93 min in der ersten Runde aus.
2017 wurde Raharolahy französische Hallenmeisterin im 400-Meter-Lauf und 2023 über 800 Meter.

## Persönliche Bestleistungen
- 400 Meter: 52,23 s, 6. Juni 2015 in Genf
  - 400 Meter (Halle): 52,57 s, 17. Februar 2019 in Miramas
- 800 Meter: 1:59,59 min, 26. Juni 2022 in Caen
  - 800 Meter (Halle): 2:00,83 min, 4. Februar 2023 in Val-de-Reuil